# Zdobycie Rzymu przez Ostrogotów
Zdobycia Rzymu w 546 roku dokonali Ostrogoci pod wodzą swojego króla, Totili.
Zajęcie miasta miało miejsce w czasie trwającej wojny ostrogocko-wschodniorzymskiej z lat 535–554. Totila rozpoczął kampanię w Tivoli, skąd zamierzał wyruszyć na podbój Lacjum i Rzymu. Ponieważ siły broniące miasta były znaczne, ostrogocki władca zdecydował się na oblężenie Rzymu i zmuszenie załogi do kapitulacji głodem.
Papież Wigiliusz uciekł do Syrakuz na Sycylii, skąd wysłał do Rzymu flotyllę statków do zaopatrzenia miasta, została ona jednak przechwycona przez flotę Totili blisko ujścia Tybru.
Także flota wschodniorzymska pod wodzą Belizariusza nie zdołała dotrzeć do Rzymu, co zmusiło załogę miasta do otwarcia bram przed wrogiem.
Rzym został po kapitulacji splądrowany, jednak – co nietypowe – Totila zrezygnował z niszczenia umocnień zdobytego miasta, co miał w zwyczaju. Po opuszczeniu przezeń Rzymu fortyfikacje zostały szybko naprawione, w związku z czym Totila zawrócił w stronę miasta i rozpoczął ponowne oblężenie, tym razem zakończone porażką zadaną przez Belizariusza.